# أيلار لاي
آيلر دياناتي لي (من مواليد 12 فبراير 1984)، ممثلة إيرانية نرويجية، عارضة أزياء، مغنية وممثلة إباحية سابقة. عملت كممثلة ومغنية فيديو موسيقي، وظهرت في العديد من مقاطع الفيديو الموسيقية للموسيقي السويدي بيسهنتر. أصبحت مشهورة بعد مشاركتها في برنامج بيغ براذر النرويجي.

## حياتها المبكرة
ولدت آيلر دياناتي لي عام 1984 في طهران. والدها إيراني أذربيجاني. انتقلت إلى النرويج عندما كان عمرها 3 سنوات. بعد وصولها إلى النرويج، انفصل والداها ووُضعت آيلار في عهدة خدمات حماية الطفل. وبعد بضع سنوات نقلت إلى الحضانة. تنقلت آيلار (وقبل أن تبدأ المدرسة الابتدائية) ثماني عشرة مرة حتى وجدت أخيرًا أبوين بالتبني. انتقلت والدتها البيولوجية إلى الولايات المتحدة، بينما ظل والدها في صراع مستمر مع السلطات النرويجية.
تتقن آيلار اللغات النرويجية والفارسية والإنجليزية. خلال طفولتها، كانت تتقن أيضًا اللغة التركية الأذربيجانية.

## المهنة
بدأت بالعمل في الأفلام الإباحية ما بين سنة 2002 و 2003 وقد مثلت في 10 أفلام تحت اسم مزيف وهو ديانا، تركت العمل في الأفلام الإباحية، واتجهت للعمل في الموضة وعرض الأزياء، وترشحت لنيل لقب ملكة جمال النرويج في 2004 إلا أنها فشلت، فعادت مرة أخرى إلى الأفلام الإباحية ونشرت عدة صور لها وهي عارية، وقد لاقت نقداً كبيرا من عائلتها ووالدها في إيران، مما أوصل الأمر إلى تهديدها بالقتل، في 2010 تركت العمل في الأفلام الإباحية فاتجهت إلى السينما ومثلت في عدة أفلام ومسلسلات وثم اتجهت إلى الموسيقى وعملت في البداية كموديل لكليبات وثم اتجهت إلى الدي جي والغناء.

## روابط خارجية
- أيلار لاي على موقع IMDb (الإنجليزية)
- أيلار لاي على موقع روتن توميتوز (الإنجليزية)
- أيلار لاي على موقع ميوزك برينز (الإنجليزية)
- أيلار لاي على موقع ديسكوغز (الإنجليزية)
- أيلار لاي على موقع قاعدة بيانات الفيلم (الإنجليزية)